# Aikidō

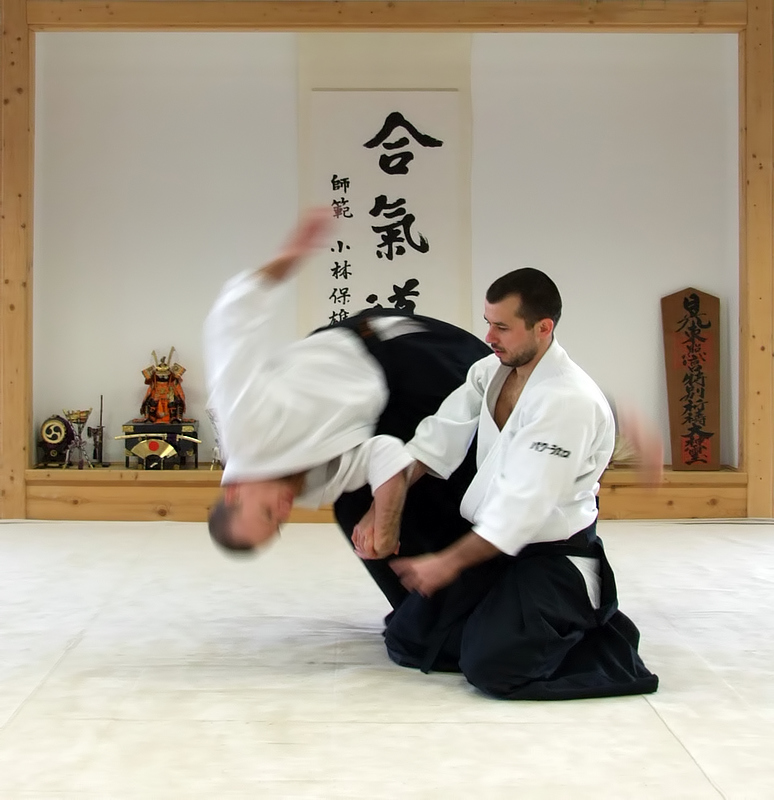
Dimostrazione di una tecnica di aikido denominata "shihonage". Quest'azione implica la proiezione a terra dell'avversario. È una tecnica basilare dell'aikido, eseguita in questo caso nella posizione relativa di hanmihantachiwaza: in questa posizione colui che esegue la tecnica è in posizione "suwariwaza" (la tipica posizione giapponese seduta in ginocchio) e chi subisce la tecnica (ex attaccante) ha sferrato il proprio attacco stando in piedi, partendo dalla posizione eretta.

L'aikidō (合氣道? in caratteri kyūjitai) è un'arte marziale giapponese praticata sia a mani nude sia con le armi bianche tradizionali del Budō giapponese di cui principalmente: "ken" (spada), "jō" (bastone) e "tantō" (il pugnale).
I suoi praticanti sono chiamati aikidoka (合気道家). Nella pratica prendono il nome di "tori" colui che esegue la tecnica e "uke" chi riceve la tecnica (dopo aver attaccato).
La disciplina dell'aikido fu sviluppata da Morihei Ueshiba (植芝盛平?) anche chiamato dagli aikidōka Ōsensei (翁先生? "Grande maestro") a cominciare dagli anni trenta del '900 partendo dagli insegnamenti di scuole ("Ryu") precedenti.
L'Aikido deriva principalmente dall'arte marziale del Daitō-Ryū Aikijūjutsu, dalla quale però iniziò a prendere le distanze, sviluppandosi come disciplina autonoma, a cominciare dalla fine degli anni Venti. Questo è anche dovuto al coinvolgimento di Ueshiba con la religione Ōmoto-kyō. Documenti dei primi allievi di Ueshiba riportano il nome aiki-jūjutsu

## Significato del termine合氣道(aikidō)

Ai-ki-dō

Il nome aikido è formato da tre caratteri sino-giapponesi: 合 (ai), 氣 (ki), 道 (dō) la cui traslitterazione è la seguente:
合 (ai) significa "armonia" e nel contempo anche "congiungimento" e "unione";
氣 (ki) è rappresentato dall'ideogramma giapponese 氣 che, nei caratteri della scrittura kanji, raffigura il "vapore che sale dal riso in cottura". Significa "spirito" non nel significato che il termine ha nella religione, ma nel significato del vocabolo latino "spiritus", cioè "soffio vitale", "energia vitale".
Il riso, nella tradizione giapponese, rappresenta il fondamento della nutrizione e quindi l'elemento del sostentamento in vita ed il vapore rappresenta l'energia sotto forma eterea e quindi quella particolare energia cosmica che spira ed aleggia in natura e che per l'Uomo è vitale.
Il 氣 "ki" è dunque anche l'energia cosmica che sostiene ogni cosa. L'essere umano è vivo finché è percorso dal "ki" e lo veicola scambiandolo con la natura circostante: privato del "ki" l'essere umano cessa di vivere e fisicamente si dissolve;
道 (dō) significa letteralmente "ciò che conduce" nel senso di "disciplina" vista come "percorso", "via", "cammino", in senso non solo fisico ma anche spirituale.
合氣道 (ai-ki-dō) significa quindi innanzi tutto: «Disciplina che conduce all'unione ed all'armonia con l'energia vitale e lo spirito dell'Universo».
Ueshiba Morihei, il fondatore dell'aikido, usava dire che l'aikido anela sinceramente a comprendere la natura, ad esprimere la gratitudine per i suoi doni meravigliosi, ad immedesimare l'individuo con la natura.
Quest'aspirazione a comprendere e ad applicare praticamente le leggi della natura, espressa nelle parole "ai" e "ki", forma l'essenza ed il concetto fondamentale dell'arte dell'aikido.

## Storia: origini ed evoluzione dell'aikido
L'Aikido fu creato da Morihei Ueshiba (植芝 盛平, Tanabe 14 dicembre 1883 – Tokyo 26 aprile 1969), i praticanti di aikido si riferiscono a lui con il termine Ōsensei ("Grande Maestro").
L'aikido ha infatti conosciuto due distinte fasi evolutive che possono essere identificate in modo abbastanza agevole: la prima intimamente collegata al percorso evolutivo dello studio del Budō giapponese da parte del fondatore ed una seconda a partire dagli anni immediatamente successivi alla seconda guerra mondiale, periodo in cui l'aikido iniziò la sua rapida affermazione nel mondo intero, in modo particolarmente veloce e ramificato a decorrere dagli anni successivi alla morte del suo fondatore.

### Prima fase: evoluzione dello studio delBudōda parte del fondatore
Le basi tecniche ed i principi della pratica delle arti marziali seguita dal fondatore, differirono grandemente a seconda delle epoche di evoluzione del percorso del suo studio delle arti marziali e della realizzazione della propria personale concezione del Budō (武道).

#### Era Taishō 大正 (1912-1926)

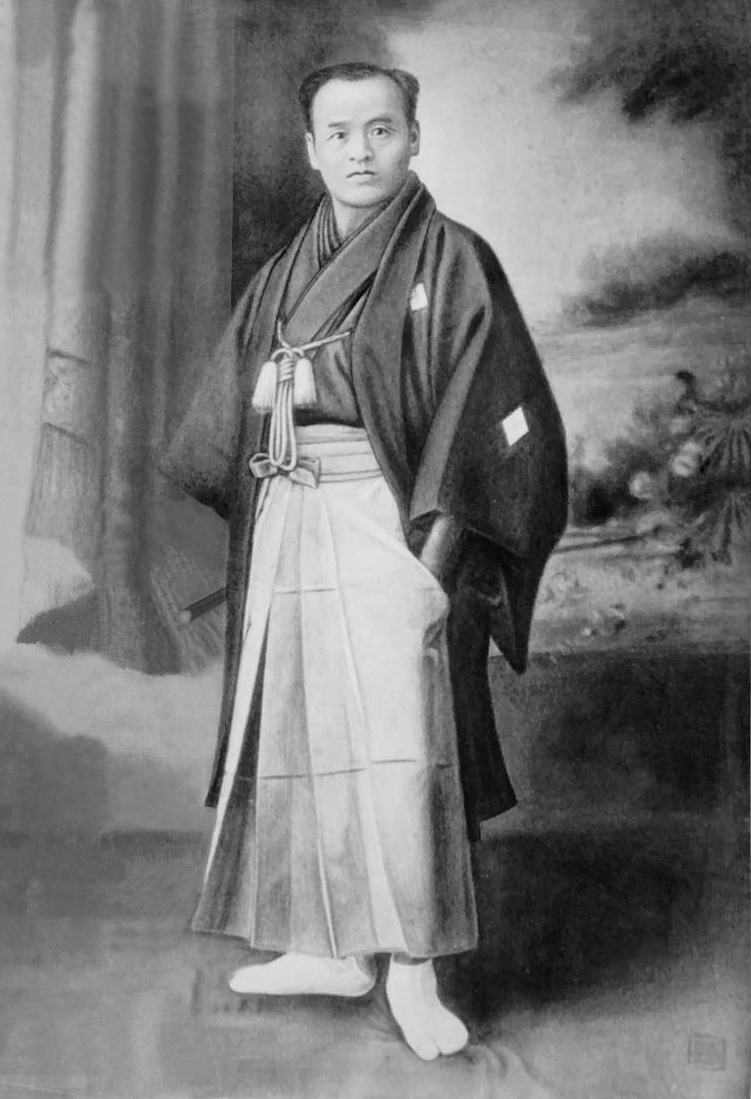
Takeda Sokaku

Il fondatore in questo periodo si dedicò a numerose forme di Bujutsu (武術) ed in particolare approfondì la pratica del "Daitō-Ryū Aikijūjutsu" (大東流合気柔術) sotto la guida di Sokaku Takeda (武田惣角), 35º successore della Scuola Daito.
In quest'epoca il fondatore impostò la pratica sui kata.
Fra le scuole di Jujitsu (柔術), oltre a quelle che si basavano principalmente sul combattimento corpo a corpo e sul combattimento a terra, ne esistevano anche alcune che avevano tramutato i movimenti e le tecniche di spada in tecniche di tai-jutsu. La scuola Daitôryû di Aizu insegnata dal Maestro Takeda dove il fondatore dell'aikido si distinse tra i migliori allievi, fu una delle più rappresentative.
Nel 1919 avviene il primo incontro con Onisaburo Deguchi, capo carismatico della setta religiosa Ōmoto-kyō da cui verrà fortemente influenzata l'ispirazione della sua evoluzione spirituale.
Nel 1922 completa i suoi studi del Daitôryû Aikijujitsu e riceve da Sokaku Takeda il diploma "Kyoju Dairi", grado di istruttore che lo certifica quale rappresentante della Scuola Daito.

Nel 1925 Ueshiba ebbe la sua prima occasione di "risveglio spirituale" quando, sfidato da un alto ufficiale della marina scettico sulle sue effettive abilità nella difesa senz'armi contro un avversario armato, invitato da questi a fornire una dimostrazione delle sue reali capacità, dopo aver avuto pieno successo nel disarmare a mani nude l'ufficiale armato di bokken vanificando il suo attacco al primo colpo, provò un improvviso mutamento interiore che lo rese capace di interpretare in una luce nuova il suo rapporto non solo con il Budō ma anche nei confronti di ogni aspetto della realtà esteriore.
Il fondatore ebbe anche altre occasioni di esperienze similari che, unitamente all'idea religiosa trasmessagli da Deguchi che sosteneva che l'Arte è la madre della religione e l'Arte permette la nascita della religione, lo spinsero ad un collegamento sempre più stretto fra "Arte" e "religiosità" favorendo in lui il raggiungimento di una visione religiosa delle Arti marziali e del Budō.
Questa sua peculiare ispirazione nel campo delle Arti marziali, fece maturare in Ueshiba il convincimento che, a partire dall'Arte e dalla sua capacità di elevare la spiritualità dell'Uomo, si possa arrivare a risolvere il problema esistenziale e religioso dell'Uomo stesso e quindi che ciò era possibile di riflesso anche in relazione alle arti militari.
Questo convincimento condusse Ueshiba sempre più ad interiorizzare la propria pratica delle Arti marziali e, passando attraverso diverse crisi mistiche, alla fine concepì la visione del Budō come armonizzazione del Sé individuale con il Sé dell'Universo e da questa concezione la sua pratica delle Arti marziali si modificò fino ad assumere quei connotati di forme che il fondatore definì "Ai-Ki-Do", cioè la sublimazione delle Arti marziali nell'essenza stessa dell'aspirazione spirituale, etica e sociale del Budō giapponese.

#### Dal primo al sesto anno dell'epoca Shōwa 昭和 (1926-1931)
In questi anni il fondatore si allontanò dalla religione per dedicarsi completamente al Budō fino a diventare uno specialista nei principali stili di arti marziali giapponesi.
Dal Daitôryû Aikijujutsu (大東流合気柔術) si entra nell'epoca dello Ueshiba-ryû "Aiki-jujutsu" (合気柔術), successivamente modificato in "Aiki-bujutsu" (合気武術) e in seguito "Aiki-budô" (合気武道).
Il fondatore aggiunse al Daitōryu le sue conoscenze specifiche relative alle tecniche di lancia (Sōjutsu) e di spada (Kenjutsu), di cui era un rinomato esperto, creando così il metodo uchikomi, una sorta di "kata che vive", che viene considerato tipico dell'aikidô.
Nel 1927 il fondatore si trasferisce con la famiglia a Tokyo, nel distretto di Shiba Shirogane (芝白金), ed in una sala provvisoriamente concessagli dal principe Shimazu inizia l'insegnamento della "Via dell'Aiki" che in quegli anni denominò: Aiki-Budō (合気-武道).
Nell'ottobre 1930 Ueshiba Morihei aveva temporaneamente spostato il suo Dojo nella località di Mejirodai e qui andò a fargli visita Jigorō Kanō, il fondatore del Judo, il quale vedendo Ueshiba praticare il suo Aiki-Budō esclamò: "...ecco il mio Budo ideale..." ed immediatamente inviò due dei suoi migliori allievi, Jiro Takeda e Minoru Mochizuki, a studiare presso Ueshiba.
Nel 1931, dopo essere passato attraverso alcune altre sistemazioni di fortuna, inizia l'attività del Dojo Kobukan a Wakamatsu-cho, Shinjuku, Tokyo, che diventerà poi il centro mondiale dell'aikido (Hombu Dojo Aikikai).

### Seconda fase: sviluppo e diffusione in Giappone e nel mondo

#### L'aikido si diffonde in Giappone (1931-1947)
Nel 1940 la Fondazione Kobukai viene ufficialmente riconosciuta dal governo giapponese: inizia ad Iwama-Machi, nella prefettura di Ibaraki, l'allestimento di un luogo all'aperto per la pratica.
Nel 1942 viene ufficialmente adottato il nome "aikido".
Nello stesso anno il figlio Kisshomaru Ueshiba diviene presidente della Fondazione Kobukai.
Nella primavera del 1943 il fondatore decise di abbandonare tutti gli impegni fino ad allora presi nei confronti dell'esercito, della marina e del mondo delle arti marziali per rifugiarsi nella cittadina di Iwama, Prefettura di Ibaragi, dove si dedicò all'agricoltura, coniugando la sua passione per le arti marziali all'amore per la natura.
È in questa fase che si venne a creare:
"L'aikidô in quanto Via di tutti coloro che coltivano il grande amore per il cielo e la terra".
È questa l'epoca, dal dopoguerra in poi, in cui l'aikido fu presentato al pubblico e si venne a diffondere in tutto il mondo.

#### Espansione dell'aikido nel mondo (dal 1947)
Nel 1947-1948 avvenne la riorganizzazione del Kobukai che diventa "Fondazione Aikikai" e Kisshomaru Ueshiba diventa Direttore Generale della Fondazione Hombu Dojo.
In questi anni emerge la figura di Koichi Tohei, 8º dan, uno fra i migliori allievi del fondatore dal quale, negli anni dell'immediato dopoguerra, ricevette l'incarico di rappresentarlo quando eccellenti praticanti di altre arti marziali provenienti dall'intero territorio del Giappone ed anche dall'estero, increduli sull'efficacia delle armoniose e non violente tecniche d'aikido, si recavano personalmente all'Hombu Dojo Aikikai di Tokyo per sfidare la fama d'invincibilità che l'aikido si stava procurando in Giappone e che man mano iniziava a diffondersi anche all'estero: nessuno di questi sfidanti fu mai in grado di superare il primo incontro con il valentissimo Tohei, per cui il fondatore non ebbe mai più bisogno di rispondere personalmente ad alcuna delle sfide che in quegli anni ancora si usava portare ai capiscuola dei vari stili delle arti marziali.
La qualità tecnica dell'aikido praticato da Tohei fece sì che nel maggio del 1956 il fondatore stesso gli conferisse l'incarico di "Capo del corpo insegnanti" (Shihan Bucho) dell'Hombu Dojo Aikikai e lo designasse quale inviato ufficiale e proprio rappresentante nelle prime occasioni di presentazione dell'aikido all'estero.
Nel 1953 Tohei si reca per la prima volta in occidente, alle isole Hawaii (località occidentale di grande valenza strategica per il suo legame con i noti accadimenti di Pearl Harbor che segnarono l'inizio delle ostilità belliche verso gli U.S.A. da parte del Giappone), dove presenta l'aikido passando anche qui attraverso numerose sfide da parte degli increduli praticanti americani di svariate arti marziali, inclusi rappresentanti di vari corpi armati militari americani particolarmente addestrati nei tradizionali sistemi occidentali di lotta e di combattimento corpo a corpo.
Tohei sbigottì talmente i suoi sfidanti americani, che la rivoluzionaria tecnica dolce ed armoniosa dell'aikido divenne immediatamente fortemente ambita in ogni parte degli U.S.A. e quindi fra gli anni 1953~1963 Tohei fu di fatto completamente assorbito nel compito di divulgazione dell'aikido attraverso oltre 21 stati degli U.S.A.
L'opera di divulgazione dell'aikido negli U.S.A. culminò nel marzo del 1961, quando Ueshiba Morihei fu accompagnato da Tohei in un viaggio alle Hawaii e successivamente Tohei espanse la sua opera di diffusione nei diversi continenti del mondo.
Ben presto sulla scia del successo riportato da Tohei, altri allievi diretti del fondatore iniziarono a viaggiare per il mondo per far conoscere questa nuova disciplina giapponese e rendere partecipe il mondo intero del messaggio etico e spirituale in esso contenuto.
Nel 1967 viene inaugurato il nuovo Hombu Dojo; in occasione dell'inaugurazione il fondatore tiene la sua ultima dimostrazione in pubblico. La città di Tokyo riconosce ufficialmente l'insegnamento dell'aikido.
Il 26 aprile 1969 il fondatore muore, all'età di 86 anni. Gli viene conferita l'onorificenza postuma dello Zuihosho.
Il figlio Kisshomaru Ueshiba diviene il secondo Doshu dell'Hombu Dojo Aikikai, all'età di 48 anni.
Nel 1975 viene fondata la I.A.F. (International Aikido Federation), di cui il Doshu Kisshomaru Ueshiba viene nominato presidente a vita e nel 1976 si tiene a Tokyo il primo congresso della I.A.F. con la partecipazione di oltre 400 delegati da 29 nazioni.
Il 4 gennaio 1999 muore Kisshomaru Ueshiba, dopo 30 anni alla guida dell'Aikikai
Il figlio Moriteru Ueshiba diviene il terzo Doshu dell'Hombu Dojo Aikikai, all'età di 48 anni, dopo 24 anni dalla sua prima apparizione in pubblico.

##### Origini ed evoluzione dell'aikido in Europa
Nel processo di diffusione dell'aikido in Europa possiamo riconoscere lo stesso fenomeno di osmosi verificatosi in altre parti del mondo fra i pionieri occidentali dell'aikido da un lato e gli istruttori giapponesi dall'altro: i primi, dopo aver appreso i fondamenti dell'Arte all'Hombu Dojo Aikikai in Giappone (taluni anche direttamente dal fondatore, Morihei Ueshiba), ritornano in patria propagandando con ardore il messaggio ricevuto ed i secondi, in risposta alle sollecitazioni ricevute dalla presenza dei pionieri occidentali, accettano di essere inviati dall'Aikikai Foundation in occidente (o ci arrivano di loro propria iniziativa) con la missione di sostenere l'opera di insegnamento profusa da questi primi pionieri occidentali dell'aikido.

###### Origini ed evoluzione dell'aikido in Italia
La storia delle origini e dell'evoluzione dell'aikido in Italia è innanzi tutto scandita dai periodi storici coincidenti con le fasi di nascita e di sviluppo della struttura organizzativa e didattica dell'aikido sul territorio italiano, che a loro volta corrispondono all'avvicendarsi in Italia degli istruttori giapponesi inviati dall'Hombu Dojo dell'Akikai del Giappone.
La quasi totalità degli italiani che per primi hanno appreso l'arte dell'aikido, a parte pochissimi pionieri che si sono recati personalmente all'Hombu Dojo Aikikai del Giappone, hanno infatti avuto quale culla aikidoistica il grembo dell'Aikikai Foundation del Giappone e, quali nutrici, gli insegnanti giapponesi inviati appositamente in Italia dall'Ente aikidoistico giapponese.
Si possono dunque individuare generazioni successive di aikidoisti, corrispondenti ad altrettanti momenti storici dello sviluppo e dell'evoluzione dell'aikido in Italia. Una prima generazione composta dai primi italiani allievi diretti dei maestri giapponesi, una seconda composta da aikidoisti più giovani, in parte ancora allievi diretti dei maestri giapponesi ma che si relazionano sempre di più in via principale con i propri istruttori italiani e sempre meno hanno un costante e stabile rapporto diretto con i maestri giapponesi che operano in Italia ed infine le successive generazioni di aikidoisti italiani che, ancora più giovani, hanno di fatto un rapporto diretto esclusivamente con il proprio insegnante italiano e non si relazionano più con alcun insegnante giapponese oppure solamente in modo saltuario ed occasionale.

## La finalità dell'aikido
La finalità dell'aikido non è rivolta al combattimento né alla difesa personale, pur utilizzando per la sua pratica uno strumento tecnico che deriva dal Budō, l'arte militare dei samurai giapponesi; l'aikido mira infatti alla "corretta vittoria" (dal fondatore chiamata: 正勝 masakatsu) che consiste nella conquista della "padronanza di se stessi" (dal fondatore chiamata: 吾勝 agatsu, cioè la "vittoria su se stessi"), resa possibile soltanto da una profonda conoscenza della propria natura interiore.
Con questo, il fondatore dell'aikido voleva affermare che per cambiare il mondo occorre prima cambiare se stessi e ciò significa che se si vuole veramente acquisire quella capacità che il fondatore dell'aikido definiva 勝早日 katsuhayabi, cioè di padroneggiare l'attacco proveniente da un potenziale avversario esattamente nell'istante e nella circostanza della sua insorgenza (nel Buddhismo Zen si direbbe: qui e ora), occorre aver preventivamente acquisito la capacità di padroneggiare pienamente se stessi.
L'aikido, pur discendendo quindi direttamente dal Budo giapponese e pur conservando e utilizzando nella sua pratica tutto il bagaglio tecnico di un'arte marziale, non è tuttavia finalizzato al combattimento e quindi a un risultato di tipo militare o di difesa personale, come potrebbe apparentemente sembrare osservando la sua pratica dall'esterno sul piano tecnico, ma è finalizzato al risultato della scoperta e dello studio delle leggi di natura che regolano le dinamiche e le relazioni che entrano in gioco nel rapporto fra gli individui nell'occasione dell'instaurarsi di un conflitto e/o un combattimento fra di loro; a tal fine, pur utilizzando il patrimonio tecnico appartenuto alle arti marziali giapponesi, in particolare al daitoryu-jujutsu, e pur simulando circostanze di conflitto e di combattimento, l'aikido non condivide la finalità dell'uccisione dell'avversario e neppure dell'offesa dell'avversario allo scopo di realizzare una difesa personale.
L'aspetto dell'arte marziale e/o della difesa personale si riconducono all'aikido solamente in modo indiretto, quale elemento secondario della pratica.

### L'animo che non si confronta
Anche se osservando dall'esterno il bagaglio tecnico dell'aikido, l'esecuzione delle sue applicazioni tecniche dimostrino possedere una possibilità di un efficace impiego nel combattimento reale, in questo modo di considerare la pratica dell'aikido si perde di vista l'aspetto sostanziale di esso, che consiste nel fatto che il combattimento quale arte marziale e/o la difesa personale non è assolutamente la finalità di questa disciplina e qualora tale aspetto diventi, per un malinteso intendimento di questa disciplina, l'unico o comunque il principale scopo della pratica, ciò sarebbe completamente fuorviante dalla finalità perseguita dal fondatore stesso dell'aikido, Morihei Ueshiba.
Chi pratica l'aikido secondo il suo corretto intendimento e finalità, è invece colui che ha maturato in sé l'obiettivo primario della pratica di una "disciplina interiore" e trasferisce questa finalità anche nella propria normale vita quotidiana, nel proprio modo di essere e di porsi verso altri, che è quello di colui il cui animo non si confronta.
Questo significa che, nell'avanzamento della pratica, l'aikidoka compie un percorso evolutivo nel quale il proprio spirito di competizione che inizialmente lo porta a lasciarsi spronare dal gusto e dal desiderio di confrontarsi con gli altri, man mano lascia il posto al gusto e al desiderio di confrontarsi con sé stesso, interiorizzando la propria pratica nell'impegno di superare sistematicamente i propri limiti a prescindere dagli altri: questo è il significato di possedere un "animo che non si confronta", il quale si realizza quando lo spirito di competizione si è spostato dal confronto esteriore con gli altri al confronto interiore verso se stessi.

### L'aikido e la risoluzione dei conflitti
Nell'aikido trova piena applicazione il tipico concetto orientale del principio di non resistenza nella sua più alta espressione, il quale esprime esattamente il concetto opposto del noto principio occidentale frangar, non flectar.
È importante però evidenziare come il concetto di non resistenza non significhi restare imbelli nei confronti di un ipotetico avversario; significa invece che la scelta fondamentale e prioritaria fra tutte le opzioni possibili volte alla risoluzione di un conflitto, consiste innanzi tutto nella ricerca della massima conservazione della propria integrità fisica, la quale è possibile solamente quando ci si faccia scivolare di dosso il peso del conflitto senza subire le conseguenze che derivano dalla contrapposizione forza contro forza.
Il tipico esempio orientale del ramo del salice che flettendosi sotto il peso della neve abbondante se la fa scivolare di dosso lasciando che cada a terra per effetto della stessa azione del suo peso e in questo modo si mantiene ben integro e vegeto, simboleggia giustamente il principio di non resistenza, al contrario del ramo della quercia che invece, non potendo sopportare lo stesso carico di neve e non volendosi piegare, si spezza e muore.
Il principio di non resistenza, non rende dunque imbelli o non porta ad accettare supinamente gli eventi e il compimento dei fatti, bensì educa e favorisce lo svilupparsi della capacità di sottrarsi agli eventuali effetti negativi delle azioni altrui, lasciando che queste ultime si esauriscano naturalmente senza che, per questo, ne derivi un danno per l'aikidoka.
Solo in questo modo si può giungere alla condizione di rendere vana la voglia e la volontà aggressiva di un eventuale avversario e rimuovere quindi all'origine il presupposto del suo attacco (condizione chiamata dal fondatore: shin bu); infatti quand'anche, rimanendo nella logica occidentale del frangar, non flectar, si riuscisse a sconfiggere l'avversario, poiché anche costui è in tale logica e avendo di conseguenza subìto sicuramente dei danni, avrà ancora di più la voglia e la volontà di rifarsi, alla prima occasione. In tal modo la difesa è solamente provvisoria e apparente e si rimane esposti facilmente all'evenienza di essere nuovamente attaccati dall'avversario, che quindi continuerà a costituire una continua e costante minaccia.
Questo è l'ambizioso traguardo spirituale, morale e sociale dell'aikido, che chiede all'aikidoka di essere sempre prioritariamente disposto a rinunciare alla finalità di ricercare la sconfitta di colui che si è posto nel ruolo di avversario, al contrario delle usuali discipline di combattimento che invece accettano di lasciarsi coinvolgere nell'antagonismo ed in tale ruolo si prefiggono lo scopo prioritario della risoluzione del conflitto attraverso il combattimento, cercando a tutti i costi di infliggere dei danni all'avversario anche a costo di ricevere anch'essi danni notevoli, pur di essere riusciti a portare comunque i propri attacchi all'avversario.

## La difesa personale e l'arte marziale nell'aikido
L'aikido non è una disciplina finalizzata al combattimento e fondata sulla ricerca dell'attacco risolutivo e del colpo offensivo definitivo, ma si fonda invece sulla ricerca del migliore comportamento difensivo atto ad evitare la contrapposizione e favorire il disimpegno dal combattimento, con la finalità di rimanere incolumi da danni ed offese: occorre quindi tener ben conto di questa sua peculiare caratteristica quando si voglia parlare dell'aikido nei termini di arte marziale e/o strumento di difesa personale.
Quando le tecniche di aikido venissero usate per attaccare per primi portando un'offesa anziché usare queste tecniche per la difesa, esse verrebbero di fatto private del fulcro portante su cui si basa e si fonda la loro efficacia.
La difesa perseguita nell'Aikido diventa perfetta quando realizza quel comportamento che ottiene la perfetta immunità dell'aikidoka da danni ed offese: pertanto questo obiettivo viene sicuramente raggiunto innanzi tutto quando l'aikidoka riesce a non farsi coinvolgere in un combattimento oppure, in subordine a ciò, quando riesce a vanificare l'attacco dell'avversario ed a farlo desistere dai suoi propositi aggressivi ed offensivi.

### L'efficacia delle tecniche di aikido
Nell'aikido si opera una distinzione preliminare per definire cosa s'intenda specificamente per "efficacia". Se si intende l'efficacia sotto il profilo prioritario ed esclusivo della difesa in quanto tale, allora l'Aikidō può considerarsi idoneo ed efficace nel raggiungere lo scopo della difesa personale, mentre se si intende invece l'efficacia seguendo il principio assai diffuso secondo cui il concetto di difesa è visto sotto il profilo prioritario di riuscire ad arrecare all'avversario un'offesa risolutiva del conflitto prima che l'avversario sia riuscito a portare il proprio attacco risolutivo, allora la risposta non è più certa, poiché non è questa la finalità dell'aikido dichiarata dal suo fondatore, Morihei Ueshiba.

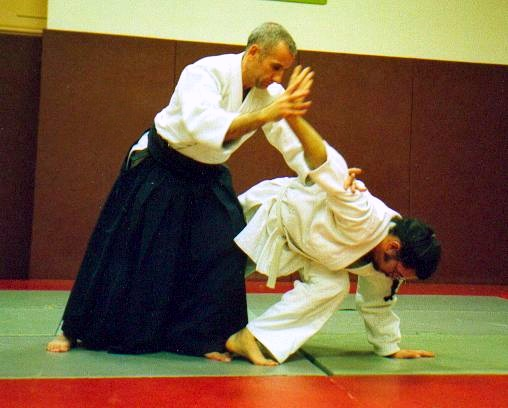
tecnica: Nikyo Omote

Infatti secondo i principi dell'aikido la difesa che consente la risoluzione del conflitto non si ottiene nel momento in cui si è causato all'avversario un'offesa od un danno risolutivo, poiché in questo caso si devono porre in essere strategie e tattiche volte all'offesa e non alla difesa e non si deve più quindi parlare di tecniche di difesa personale ma di offesa personale, raggiunta attaccando possibilmente l'avversario prima che sia lui ad attaccare.
In quest'ultimo caso, poiché le tecniche di difesa personale impiegate nell'aikido sono invece, secondo i principi di questa disciplina, estremamente specifiche nel prevedere il compito della difesa al punto che nella pratica dello studio dell'aikido sono prefissati i ruoli di attacco e di difesa, difficilmente esse manterrebbero la loro piena efficacia nel momento in cui fossero stravolte nella loro naturale e nativa impostazione, cioè nel fine e nello scopo specifico per cui esse sono concepite, il quale non è quello di arrecare un'offesa attaccando per primi, ma quello della realizzazione di un'efficace risposta di difesa basata sul contrattacco.
Perciò quando si affronta la questione dell'efficacia delle tecniche di aikido è bene tener sempre presente che l'arte strategica e la specialità tecnica distintiva di questa disciplina è quella di perseguire un'azione tattica mirata ad evitare la contrapposizione fin dal suo possibile insorgere, attraverso uno specifico comportamento di disimpegno difensivo, non finalizzato all'attacco né tanto meno all'offesa.
La priorità strategica dell'aikidoka nella scelta della sua azione tattica difensiva è quindi quella di arrivare alla risoluzione del conflitto senza subire offesa, impiegando le tecniche dell'aikido non nella ricerca di riuscire ad infliggere dei danni risolutivi all'avversario, ma essenzialmente al fine di disimpegnarsi da lui e dal combattimento stesso.
Nel contesto aikidoistico non si prende ovviamente in considerazione l'uso a distanza delle armi da fuoco, ma esclusivamente le possibilità di offesa e di difesa offerte dal corpo umano a mani nude e consentite dal corpo a corpo, anche eventualmente con l'impiego delle tradizionali armi bianche; i criteri di difesa su cui si fonda l'Aikido mantengono però tutta la loro valenza strategica, etica e morale, anche nel caso di conflitti che vedano la contrapposizione di armi differenti, cambiando naturalmente la parte tattica in modo opportuno ed adeguato secondo l'esigenza d'uso e di impiego richiesto dai sistemi d'arma utilizzati.

### La corretta vittoria (正勝 吾勝 勝早日 masakatsu agatsu katsuhayabi)
Nell'aikido il successo nell'azione di disimpegno dal combattimento è indicato come il traguardo della corretta vittoria (dal fondatore chiamata 正勝 masakatsu), per raggiungere la quale occorre allenare non solo il corpo ma soprattutto lo spirito per conquistare la padronanza di se stessi (dal fondatore chiamata 吾勝 agatsu, cioè vittoria su di se stessi) al fine di conseguire la capacità interiore della rinuncia al confronto, privilegiando sempre ed in ogni caso la strada del superamento del conflitto attraverso il disimpegno dall'antagonismo e dal combattimento.
In questo modo l'aikido persegue un tipo di difesa che vanifichi l'attacco dell'avversario controllando perfettamente la sua azione fin dal suo insorgere (condizione che il fondatore definiva 勝早日 katsuhayabi), senza giungere a produrgli dei danni e delle offese: l'aikidoka si pone cioè nella condizione di salvaguardare la propria incolumità concedendo nel contempo all'avversario l'opportunità di convincersi a desistere dai suoi propositi offensivi, prima che l'aikidoka debba ricorrere, per legittima difesa, ad azioni coercitive nei confronti dell'avversario nel caso questi perseverasse nei suoi propositi offensivi reiterando il suo attacco.
La corretta vittoria indicata dal fondatore e perseguita dall'aikido (正勝 吾勝 masakatsu agatsu) si consegue dunque quando si è riusciti innanzi tutto ad evitare di ricevere un danno a seguito di un attacco offensivo, ma questo risultato da solo non è sufficiente se contemporaneamente non si riesce a rimuovere all'origine ed esattamente nell'istante e nella circostanza della sua insorgenza (勝早日 katsuhayabi) anche la minaccia da cui il danno potenziale poteva giungere.
Per ottenere ciò all'aikidoka non è sufficiente evitare le possibili conseguenze negative che possono derivargli dagli attacchi di potenziali avversari; è anche indispensabile che ai potenziali avversari si renda possibile la convivenza civile e la conciliazione con l'aikidoka stesso, utilizzando quindi un'azione difensiva nei confronti dell'avversario che non gli infligga già fin dall'inizio dei danni irreparabili, poiché questi giungerebbero a bloccare un possibile eventuale positivo mutamento delle relazioni dell'avversario nei confronti dell'aikidoka, in direzione meno conflittuale.
L'aikido, offre infatti la possibilità di scegliere un'azione di difesa estremamente efficace ma non offensiva e qualora questa scelta sia sufficiente a consentire di ottenere il perfetto controllo dell'avversario (勝早日 katsuhayabi) e quindi la positiva risoluzione del conflitto, ciò avviene senza obbligare l'aikidoka a ricorrere all'offesa per realizzare la propria difesa.
Il bagaglio tecnico dell'aikido, estremamente ampio e flessibile, consente di scegliere una condotta d'intervento sull'azione avversaria anche solamente per stornarne gli effetti potenzialmente dannosi; in secondo luogo consente l'eventuale recupero dell'avversario nei confronti delle sue relazioni con l'aikidoka in quanto l'avversario, non essendo riuscito nel suo iniziale intento offensivo e non avendo ancora subìto nel contempo dei danni dall'azione difensiva dell'aikidoka, è ancora in tempo a scegliere non solo di desistere dal suo manifestato atteggiamento offensivo nel timore di dover soccombere qualora insistesse nel suo proposito, ma può ancora anche scegliere di lasciarsi di buon grado condurre dall'aikidoka verso il concepimento di un bene comune superiore a quello del conflitto da lui originato ed eventualmente, memore del rispetto ricevuto, lasciarsi condurre verso la realizzazione di una socializzazione ed una pacificazione che lui prima non concepiva.
È questo il modo in cui, entro certi limiti, l'aikido può consentire di rispettare l'integrità dell'avversario offrendo nel contempo all'aikidoka la possibilità di sottrarsi agli effetti dannosi dell'attacco di cui è fatto oggetto: il bagaglio tecnico dell'aikido è talmente ampio e diversificato da consentire all'occorrenza di portare anche efficaci azioni coercitive sull'avversario e la sua integrità, in questo caso, potrà essere condizionata dalla possibilità da parte dell'aikidoka di mantenere comunque prioritariamente la propria incolumità, in accordanza con il principio fondamentale della salvaguardia del diritto alla legittima difesa in funzione dell'imperativo naturale dettato dalla legge dell'istinto di sopravvivenza.
L'aspirazione a realizzare queste condizioni rendendo possibile porre in atto la propria difesa senza dover obbligatoriamente ricorrere all'offesa, è il traguardo spirituale ed il valore etico e morale che l'aikido propone alla società civile.

## La pratica dell'aikido
Nella tradizione giapponese della trasmissione della conoscenza dell'Aikidō, il Maestro spiega l'Aikidō attraverso le parole, fornendo la visualizzazione razionale della tecnica rivolgendosi alla mente ed alla comprensione intellettuale dell'allievo che quindi apprende la spiegazione della tecnica con la mente ed il Maestro insegna invece l'Aikidō attraverso il corpo con l'esempio della propria pratica sul tatami, fornendo la visualizzazione dell'esecuzione concreta e fisica della tecnica, trasferendo all'allievo la corretta dinamica fisica della tecnica attraverso la comunicazione del corretto impulso interiore e della corretta postura della mente e dell'animo, che costituiscono il presupposto e il fondamento dell'efficacia dei movimenti.

### Il corpo è lo strumento cognitivo e di apprendimento dell'aikido
Solamente il trasferimento diretto della capacità fisica e concreta di esecuzione della tecnica al di là della sua razionalizzazione e comprensione intellettuale, ha la capacità di generare nell'allievo il corretto apprendimento della tecnica attraverso la ricerca dell'imitazione del Maestro, sia nel movimento del corpo sia nell'azione del kokyū impresso dal Maestro allo svolgimento dell'azione dinamica della propria tecnica.
L'ideogramma 心 shin significa cuore, mente, spirito.
以心 I shin significa di cuore o dal cuore, dalla mente, dallo spirito.
伝心 den shin significa dire al cuore, dire alla mente, dire allo spirito.
L'espressione 以心伝心 I shin den shin significa dunque trasmissione per partecipazione diretta del proprio animo, per coinvolgimento diretto nel medesimo sentire, al di là delle parole, fra Maestro ed allievo.
Ciò significa che non si può trasmettere la conoscenza dell'Aikidō solamente con le parole ed i concetti, cioè con delle spiegazioni razionali di tipo cattedratico così come l'insegnamento è normalmente inteso da noi in occidente.
Nella tradizione delle discipline orientali e dell'Aikidō in particolare, la trasmissione della conoscenza appartiene invece alla sfera più sottile e più profonda del sentire, cioè del proprio intimo modo di essere non solo sul tatami ma nella stessa vita quotidiana e del modo di porsi in relazione alla pratica.
Il Maestro deve dunque avere la capacità non solo di spiegare razionalmente ai suoi allievi le tecniche di Aikidō, ma deve soprattutto essere in grado di insegnarle attraverso la dimostrazione della dinamica del proprio corpo, nell'azione fisica e concreta di fornire l'esempio di come la tecnica deve essere eseguita.
Per questo motivo tradizionalmente la lezione di aikido inizia con esercizi di respirazione e concentrazione con cui il Maestro genera attorno a sé quella particolare atmosfera di empatia fra gli allievi e la sua persona che funge da stimolo all'emulazione e che induce l'allievo ad apprendere a sua volta il movimento con il proprio corpo per emulazione del Maestro, memorizzandola non con la mente e la memoria del pensiero ma nel corpo stesso, sedimentandola nella propria sfera istintuale attraverso l'azione eseguita dal proprio corpo nella ripetizione sistematica degli stessi movimenti, finché questi non diventino un'azione del tutto spontanea alla cui esecuzione non necessiti più il supporto del ricordo mentale e del pensiero.
La didattica dell'Aikidō è dunque un'attività assai delicata, che necessita di essere adeguatamente sostenuta in entrambe le sue due componenti essenziali: la spiegazione verbale, razionale e concettuale delle tecniche, consistente nella comunicazione della parte esprimibile dell'Aikidō e l'insegnamento della parte inesprimibile, consistente nella comunicazione dell'apprendimento di una realtà che può avvenire esclusivamente attraverso la trasmissione 以心伝心 I shin den shin.
L'Aikidō s'insegna quindi con l'esempio, s'impara per imitazione ed emulazione del Maestro, si memorizza fisicamente nel corpo e nella sfera istintuale.
Insegnamento significa trasmissione 以心伝心 I Shin den Shin, cioè trasmissione senza le parole ed al di là delle parole.

### Armi
Le armi utilizzate in aikido tradizionalmente includono: jō (bastone di legno), bokken (spada di legno), e tantō (coltello). Oggi alcune scuole includono tecniche di disarmo. Viene insegnato, talvolta, a trattenere armi, integrando gli aspetti armati con quelli disarmati. Altri, come lo stile Iwama di Morihiro Saitō, solitamente trascorrono molto tempo con bokken e jō, praticato rispettivamente sotto il nome di aiki-ken, e aiki-jō. Il fondatore ha sviluppato gran parte dell'aikido a mano nuda dai tradizionali movimenti di spada e di lancia, ma la pratica di questi movimenti non è solo finalizzata a favorire la maggiore comprensione sull'origine delle tecniche e dei movimenti, ma serve principalmente a rafforzare i concetti di distanza, movimenti dei piedi, presenza connessione con i propri compagni di allenamento.

### Fisica dell'Aikido
La mancanza nell'Aikido di uno scontro reale tra due combattenti, a differenza delle altre arti marziali, permette un'analisi più efficace delle tecniche , trascurando i dettagli biomeccanici delle mosse e concentrandosi sull'aspetto generale. L'azione di Tori può venir rappresentata dalle possibili forze/vettori che nel loro insieme formano un tensore. Così Uke viene rappresentato dal suo ellissoide di inerzia e dall'insieme delle sue forze possibili, anche qui un tensore. Utilizzando un sistema di riferimento relativistico con Tori al centro il suo tensore si riduce ad una matrice di rotazione simmetrica (che rispecchia il carattere rotazionale della gran parte delle mosse di Aikido) mentre quello di Uke, coi suoi tre assi di simmetria (quello verticale e due giacenti nel piano che passa per haha) diventa un tensore simmetrico. Ogni tecnica può venir rappresentata come il risultato della combinazione di questi due tensori, e si ottiene facilmente un risultato molto interessante: in Aikido le tecniche avvengono senza spreco di energia; la perpendicolarità di forze e spostamenti implica che il lavoro è sempre zero, e vale una legge generale: 'le traiettorie seguono un cammino minimo' (ovvero dove non vi è consumo di energia). Che è anche una conferma post factum delle premesse filosofiche dell'Aikido.

## Vestiario e gradi

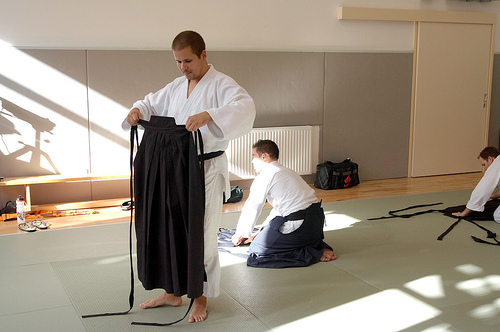
Hakama viene ripiegata dopo la pratica per preservarne le pieghe

I praticanti di Aikido, (comunemente chiamati aikidōka fuori dal Giappone), generalmente valutano i progressi raggiunti con la promozione attraverso l'avanzamento in una serie di "gradi" (kyū), seguito poi da un'altra serie di "gradi" (dan), nel rispetto delle procedure di esame formali. Alcune organizzazioni di aikido utilizzano semplicemente la cintura bianca e la cintura nera, per distinguere i gradi dei praticanti e per differenziare i gradi inferiori e superiori, anche se vengono utilizzati alcuni colori di cintura. I requisiti d'esame sono variabili, quindi un particolare grado all'interno di una organizzazione non è paragonabile o intercambiabile con quello di un'altra. Alcuni dojo non consentono agli studenti di poter far l'esame di dan se non si sono raggiunti almeno i 16 anni d'età.
| grado | cintura | colore | tipo                |
| ----- | ------- | ------ | ------------------- |
| kyū   |         | bianca | mudansha / yūkyūsha |
| dan   |         | nera   | yūdansha            |

L'uniforme utilizzata per la pratica dell'aikido (aikidōgi) è similare all'uniforme utilizzata nella maggior parte delle arti marziali moderne (keikogi) ; semplici pantaloni con una giacca avvolgente, solitamente di colore bianco. Vengono utilizzati con cotone spesso ("judo") o sottile ("karate"). I praticanti di aikido possono indossare inoltre un particolare pantalone molto ampio chiamato hakama. Nella maggior parte dei dojo indossare l'hakama è riservato a coloro che hanno conseguito almeno il grado di 1º dan. In alcuni dojo l'uso dell'hakama è invece consentito a partire dal grado di 1º kyu, ed in altri ancora è sempre consentito ai praticanti di sesso femminile. Nell'aikido il colore dell'hakama deve essere nero oppure blu. In particolare, non sono consentiti hakama di colore chiaro, in segno di rispetto verso il fondatore (O Sensei) che si dice fosse solito portare hakama di colore bianco.